# Jelena Nikolajevová (novinářka)
Jelena Sergejevna Nikolajevová (rusky Елена Сергеевна Николаева; *25. prosince 1985 Taškent) je ruská novinářka, televizní moderátorka, filmová herečka a modelka.

## Životopis

### Vzdělání a profesní kariéra
Narodila se 25. prosince 1985 roku v Taškentu. Zprvu navštěvovala základní školu ve svém rodném městě. Když se přestěhovala Jelenina rodina do Ruska, pokračovala v středoškolském vzdělávání v Moskvě. Po maturitě studovala na Ruské státní Gubkinově univerzitě ropy a plynu, kde promovala v roce 2009. Po skončení studií byla zaměstnána jako komentátorka plynového trhu v redakci novin RBC Daily  a odkud v roce 2010 odešla do televizní stanice „Ekspert TV“. Pracujíc na této stanici, získala kvalifikaci „televizní moderátorka“ na Ruské univerzitě družby národů v Moskvě (2011–2012). V téže době přispívala do několika časopisů (Captain Club magazine aj.). Od roku 2013 pravidelně uveřejňuje své články v časopise Expert. Od roku 2013 do září roku 2014 působila na RBC TV, kde moderovala pořad „Hlavní zprávy“ (rusky Главные новости). Poté přešla do televizní stanice Moskva 24, kde se stala moderátorkou zpravodajských pořadů v hlavním vysílacím čase.

### Soukromý život
Jelena Nikolajevová je svobodná modrooká plavovláska. Nekouří, má ráda literaturu a malířství, pěstuje sport (jezdectví aj.) a rybaření. Je členkou „Klubu dobrovolníků“.